# جورج أمير الدنمارك
ألأمير جورج من الدنمارك والنرويج دوق كمبرلاند (بالدانماركية: Jørgen؛ 2 أبريل 1653 – 28 أكتوبر 1708)، هو زوج الملكة آن ملكة إنجلترا واسكتلندا وإيرلندا من 1702 حتى 1707 وملكة بريطانيا العظمى من 1707 حتى وفاته 1714.
تم ترتيب زواجه من آن في الثمانينيات القرن السابع عشر بغية تطوير تحالف آنجلو-الدنماركية لاحتواء القوة البحرية الهولندية، ونتيجة لذلك جورج لم يحظى بشعبية مع صهره الهولندي وليام أورانج الذي كان متزوجاً من شقيقة الكبرى لآن ماري، وليام وماري أصبحا الملوك مشتركا لإنجلترا، بذلك كانت أصبحت آن الوريثة الافتراضية، في 1689 بعد «الثورة المجيدة» تم خلع الملك جيمس الثاني والسابع والد آن وماري.
استبعاد وليام جورج من الخدمة العسكرية ولكن جورج لم يمارس أي نفوذه إلا بعد وفاة وليام وماري، عندما أصبح آن الملكة، خلال عهد زوجته جورج أحياناً يستخدام نفوذه دعماً لزوجته، وأيضا حتى عند اختلافهم مع القطاع الخاص مع وجهات النظر لها. وكان طريقة تساهل والقليل من الاهتمام في السياسة؛ وكان تعيينه لورد الأميرال العليا 1702 بحيث اعتبر لقب تشريفي إلى حد كبير.
حملت آن سبعة عشر مرة لجورج أسفرت عن اثني عشر حالات الإجهاض أو حالات الاملاص، أربع وفيات الرضع، وابنا مرضين، وويليام، الذي توفي في سن الحادية عشرة، على الرغم من التاريخ لأطفالهم السئ، كان زواج جورج وآن واحد من أقوى الزواجات في أوروبا، جورج توفي 55 عاماً من مرض الرئة المزمنة، ودفن في كنيسة وستمنستر.

## النشأة
جورج ولد في كوبنهاغن، وكان الابن الأصغر الملك فريدريك الثالث ملك الدنمارك والنرويج و آمالي صوفي براونشفايغ لونيبورغ. كانت والدته شقيقة إرنست أوغسطس، دوق لونيبورغ، لاحق ناخب هانوفر والد غيورغ لودفيش لاحقا ملك بريطانيا العظمى، من 1661 كان الحاكم غروت أوتو في وقت لاحق أصبح وزير هانوفر في الدنمارك. غروت كان «أكثر رجال البلاط ودولة تعلماً»، وعندما غادر البلاط هانوفر في 1665 حل محله كريستين لودبيرج. جورج تلقي التدريب العسكري، ثم قام بـ جولة الكبرى في أوروبا، بحيث أمضاء ثمانية أشهر في 1668–69 في فرنسا ومنتصف 1669 في إنكلترا. توفي والده في 1670 في حين كان جورج في إيطاليا، وشقيقه الأكبر جورج، كريستيان الخامس ورث العرش الدنماركي، جورج عاد إلى بلاده عن طريق ألمانيا، وثم سافر مرة أخرى عن طريق ألمانيا في 1672–73، بحيث قام بزيارة اثنين من شقيقاته أنا صوفيا و فيلهلمين إرنستا اللتان كانت متزوجة من الأمراء انتخابية ساكسونيا وبالاتينات.
في 1674 اختير جورج مرشح لعرش البولندي بحيث كان مدعوماً من قبل ملك لويس الرابع عشر ملك فرنسا كان جورج لوثرياً الديانة وكان هذا حاجزاً أمام الانتخابات في بولندا لأن بولندا كانت ديانتها الروم الكاثوليك، واختير بدلاً من ذلك جان سوبياسكي. في 1677, جورج دعم شقيقه الأكبر كريستيان في حرب سكانيان ضد السويد. بحيث تم القبض على شقيقه من قبل السويديين في معركة لاندسكرنا.
واعتبر جورج البروتستانتي، شريك مناسب لأبنة أخو الملك تشارلز الثاني ملك إنجلترا السيدة آن وعلى الرغم من أنهم يعتبروا من نسل قريب (بحيث انهما أبناء عمومه من درجة الثانية لأنهم ينحدروا من ملك فريدريك الثاني من الدانمارك)، أنهم لم تلتقيا قط، جورج تمت استضافته من قبل تشارلز الثاني في لندن في 1669، عندما كان في فرنسا في وقت زيارة لجورج. الدنمارك وبريطانيا كانت البلدان البروتستانتية الديانة، ولويس الرابع عشر كان حريصاً على تحالف أنجلو-الدنماركية لاحتواء قوة الجمهورية الهولندية. خال آن هايد لورانس، إيرل روتشستر، ووزير الدولة للإدارة الشمالية روبرت سبنسر، إيرل سندرلاند، تفاوضوا بشأن معاهدة زواج مع الدنماركيين في السر لمنع هذه خطة التسرب إلى الهولنديين. ورحب والد آن جيمس، دوق يورك وألباني بذلك الزواج نظراً لتقلص نفوذ صهره الأخرى، الذي عين بـ منصب الحاكم العام الثالث وليام أورانج، الذي كان بطبيعة الحال غير راض عن هذا الزواج.

## الزواج

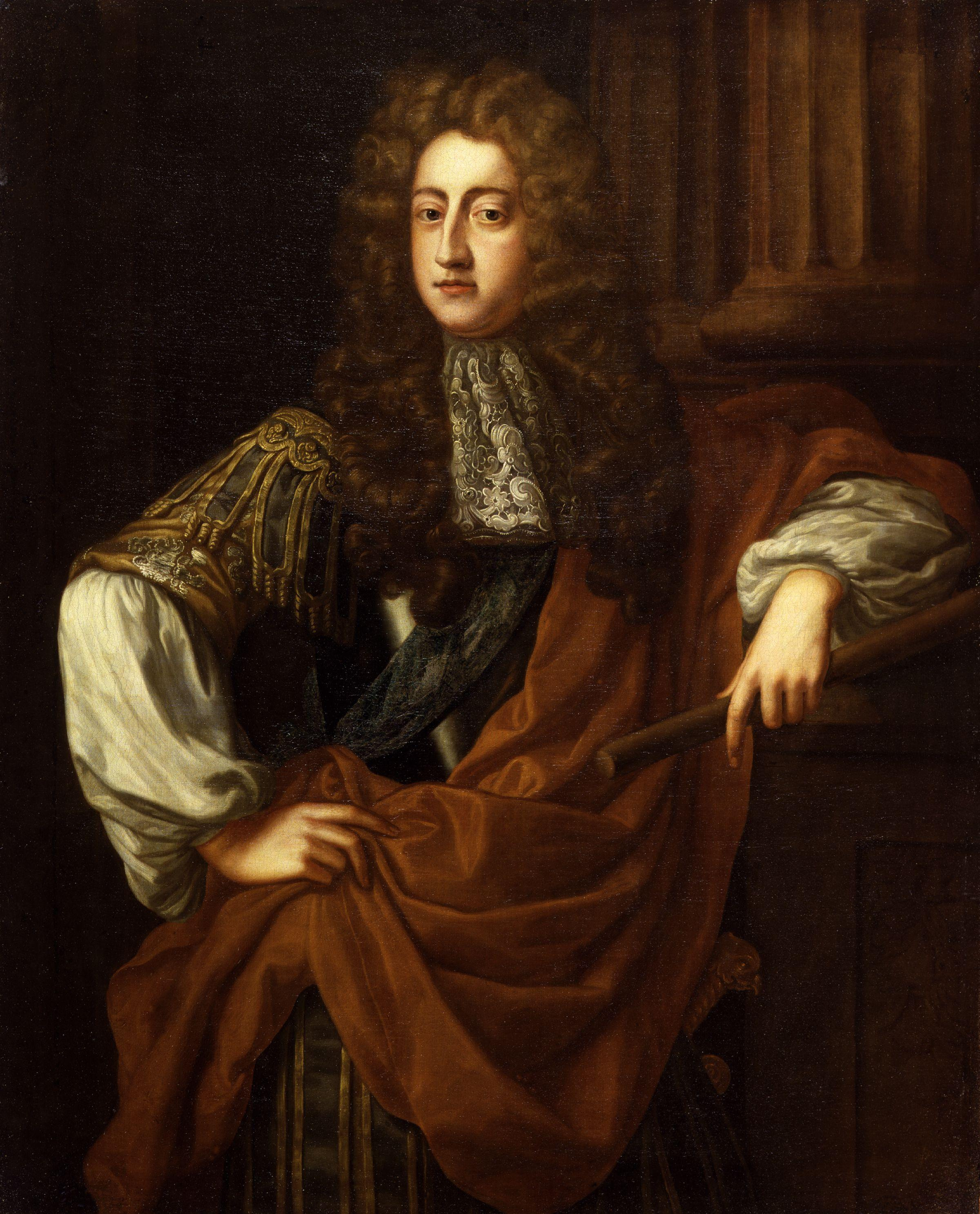
صورة من قبل جون رايلي

جورج وآن تزوجوا في 28 يوليو 1683 في الكنيسة الملكية في قصر سانت جيمس، التي ولدت فيها، وكان راعي هنري كومبتون، أسقف لندن، شملت الضيوف الملك تشارلز الثاني والملكة كاترين وجيمس، دوق يورك ماري من مودينا، دوقة يورك. كان البدل برلماني لآن 20,000 جنيه إسترليني سنوياً، بينما حصل جورج على 10,000 جنيه استرليني في السنة من عقاراته في الدنمارك، على الرغم من أن المدفوعات الدنماركية كانت كثيراً ما تكون متأخرة أو غير مكتملة. الملك تشارلز أعطاهم مجموعة من المباني في قصر وايتهول المعروفة بـ قمرة القيادة (بالقرب من الموقع لما هو الآن داوننغ ستريت في وستمنستر) أثناء إقامتهم في لندن.
جورج لم يكن طموحاً وأعرب عن أمله في أن عيش حياة هادئة مع زوجته. وكتب إلى صديق: «نحن نتحدث هنا من الذهاب للشاي، من الذهاب إلى وينشستر، وكل شيء ما عدا الجلوس لا تزال طوال فصل الصيف، الذي كان ذروة طموحي. الله أرسل لي حياة هادئة في مكان ما، لأن لا أكون قادرة على تحمل هذه الحركة الدائبة منذ وقت طويل.» 
في غضون أشهر من الزواج آن أصبحت حاملاً ولكن مولود كانت فتاة ومع ذلك كانت أصبحت ميتة في مايو، آن أصبحت تتعافى في الحمام الطبي في منتجع تونبريدج ويلز، وعلى مدى السنتين المقبلتين، أنجبت أبنتين في تعاقب سريع، ماري وصوفيا في أوائل 1687 وفي غضون أيام، عانى جورج وبناته الصغار من مرض الجدري، ثم أن اجهضت آن مرة أخرى، جورج استرد عافيته، ولكن بناته توفوا، عاد جورج إلى الدنمارك في زيارة مدتها شهرين في 1687، بينما ظلت آن في إنكلترا. في وقت لاحق من تلك السنة وبعد عودته، آن أنجبت طفل ميت آخر، هذه المرة كان أبناً.
في فبراير 1685، توفي الملك تشارلز الثاني دون أنجاب أولاد شرعيين والد آن، «دوق يورك» أصبح ملكاً جيمس الثاني في إنكلترا، وأيرلندا، وجيمس السابع في اسكتلندا بحيث كان كاثوليكاً، جورج عين مجلس بريفي ودعى لحضور لاجتماعات مجلس الوزراء، على الرغم من أنه ليس سلطة التغيير أو التأثير على القرارات. وليام أورانج رفض حضور تتويج وأيضا كانت لـ جورج الأسبقية في ذلك، وعلى الرغم من أنهم كانوا أصهار لـ ملك جيمس.
شقيقتها ماري انتقلت إلى هولندا بعد زواجها من وليام أورانج، ولذلك ركزت المعارضة البروتستانتية لجيمس المتزايدة حول آن وجورج بدلاً من ماري التي كانت الوريثة الافتراضية آنذاك. تجمعات الاجتماعية والسياسية تركزت على جورج وآن فيما يعرف باسم «دائرة قمرة القيادة» بعد إقامتهم في لندن. وفي 5 نوفمبر 1688 غزا ويليام إنجلترا فيما يعرف باسم «الثورة المجيدة»، التي أطيحت في نهاية المطاف بـ الملك جيمس، حذر المبعوث الدنماركي في لندن فريدريك جيرسدورف جورج أن ويليام كان يجمع أسطولاً للغزو. وأبلغ جورج جيرسدورف أن كان جيمس الجيش الساخطين، رفض جورج طلب جيرسدورف في فرارهم هو وزوجته نحو الدنمارك. جورج رافق جنود الملك إلى سالزبوري في منتصف نوفمبر، ولكن معظم النبلاء وجنودهم قريباً هجروا جيمس.  ثم تخلى جورج عن جيمس في 24 نوفمبر، ووقف إلى جانب وليام.  في مذكراته، رفض جيمس انشقاق جورج تافهة، قائلاً أن فقدان جندي واحد جيد أفضل من المهم، لكن جيرسدورف ادعى أن الانشقاق كان له أثر كبير قلق الملك. انشقاق جورج وغيرها النبلاء كان مفيداً في انخفاض دعم الملك، وفي ديسمبر جيمس فر إلى فرنسا، وأعلن مطلع السنة التالية وليام وماري الملوك المشتركون، مع أن آن أصبحت الوريثة الافتراضية، في أوائل أبريل 1689 وليام وافق على مشروع التجنيس جورج كالإنجليزي وأنشئ لـ جورج دوق كمبرلاند، إيرل كندال وبارون أوكينغام من قبل الملوك الجديدة، وأيضا آخذ مقعده في مجلس اللوردات في 20 أبريل 1689.

## دوق كمبرلاند

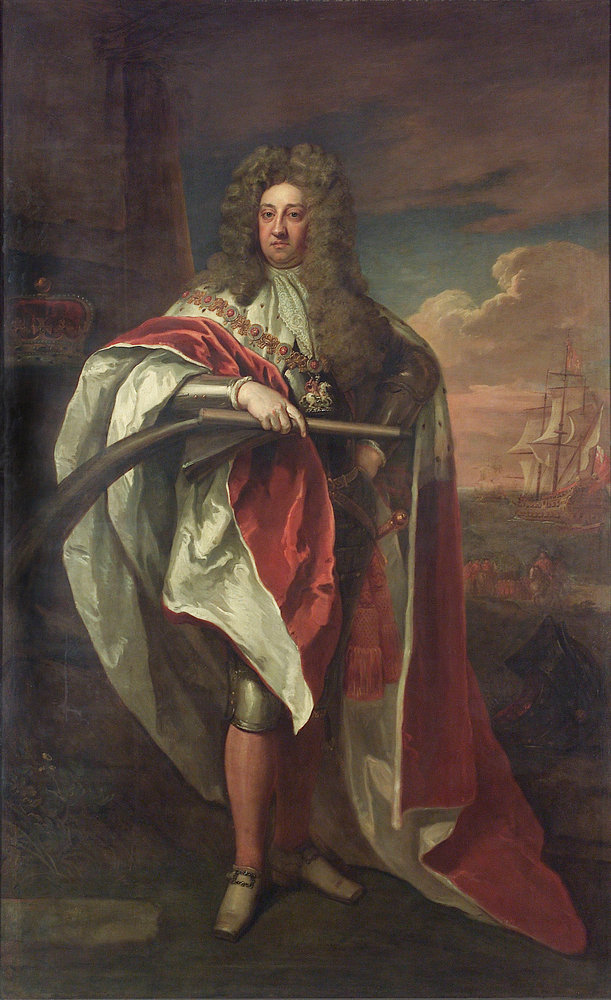
أمير جورج مرتدي الثياب الدوقية عام 1704

انعدام الثقة بين جورج وويليام جانبا أثناء الثورة من 1688–89 ولكن العلاقات العنيدة خلال عهد الأخير. وعقد جورج الرهون العقارية في وأورسوند، مقاطعة شليسفيغ-هولشتاين، الذي استسلم دوق هولشتاين كجزء من السلام 1689 قبل ويليام التفاوض بين الدنمارك والسويد. وليام وافق على دفع جورج الفائدة ورأس المال في التعويض، ولكن جورج لم يسديد. خلال الحملة العسكرية ضد أنصار جيمس في أيرلندا، جورج رافق القوات ويلياميتي على نفقته الخاصة، ولكن تم استبعادها من الأمر، وحتى رفض الإذن بالسفر في عربة الشقيقة في القانون. يلتق من الجيش وليام، جورج سعت للانضمام إلى القوات البحرية، دون رتبة، ولكن صهره أحبطها. أن يفترض أنهم يتصرفون بناء على أوامر. وقد تحقق بعض درجة من المصالحة عقب وفاة الملكة ماري مفاجئة وغير متوقعة من الجدري في 1694، مما جعل آن وريثه الظاهر. وأخيراً أوصى وليام في نوفمبر 1699، أن البرلمان دفع ديون الرهن العقاري لجورج.
قبل 1700، أن كانت حاملا سبعة عشر مرات على الأقل؛ اثنا عشر مرات، وقالت أنها ظنا أو أنجبت الطفل ميتا، واثنين من أطفالها الخمسة ولد حيا توفي خلال يوم واحد. واحد فقط من أطفال الزوجين البقاء على قيد الحياة الطفولة –الأمير ويليام، دوق غلوستر– توفي في يوليو 1700 في سن ال 11. مع الموت في غلوستر، وأن كان الشخص الوحيد في خط الخلافة على العرش، كما حددتها «الثورة المجيدة». لتمديد الخط وتأمين خلافة بروتستانتية، أقر البرلمان قانون التسوية 1701، وليام المعينة التي وأقرب أقاربه آن البروتستانتية، بيت هانوفر، كالتالي في السطر بعد أن.
جورج لم لا تلعب دور بارز في الحكومة حتى زوجته الملكة في وفاة وليام في 1702. وكان جورج النادب رئيس في جنازة وليام. أن يعين له القائد العام لجميع القوات العسكرية الإنجليزية في 17 أبريل، واللورد لأدميرال السامي، رئيس الرسمية ولكن القيمة الاسمية البحرية الملكية، في 20 مايو. وعقد جورج تشرشل، شقيق الأكبر الذي كان جون تشرشل، دوق مارلبورو الأول، صديق عظيم لأن السلطة الفعلية في الاميرالية وقوات النقيب العام للأراضي الإنجليزية. الأمير جورج كان يعرف تشورتشيلس لسنوات: آخر شقيق تشارلز تشرشل، كانت واحدة من بلده السادة بيدتشامبير في الدنمارك، ومارلبورو قد رافق جورج في رحلته من الدانمرك إلى إنجلترا لزواجه من Anne في 1683. سكرتيرة في 1680s كان الكولونيل إدوارد غريفيث، شقيق زوجة دوقة مارلبورو، الذين كان المقربات آن الوثيق وصديق. جورج يتبع ويليام الثالث كالعام الكابتن الأونرابل شركة المدفعية، وناظر الرب من موانئ سينك. ومع ذلك، أن فشلت في محاولاتها لإقناع ستاتيسجينيرال هولندا أن تنتخب لها زوجها الكابتن العامة لجميع القوات الهولندية، الحفاظ على القيادة الموحدة القوى البحرية التي عقدت وليام.

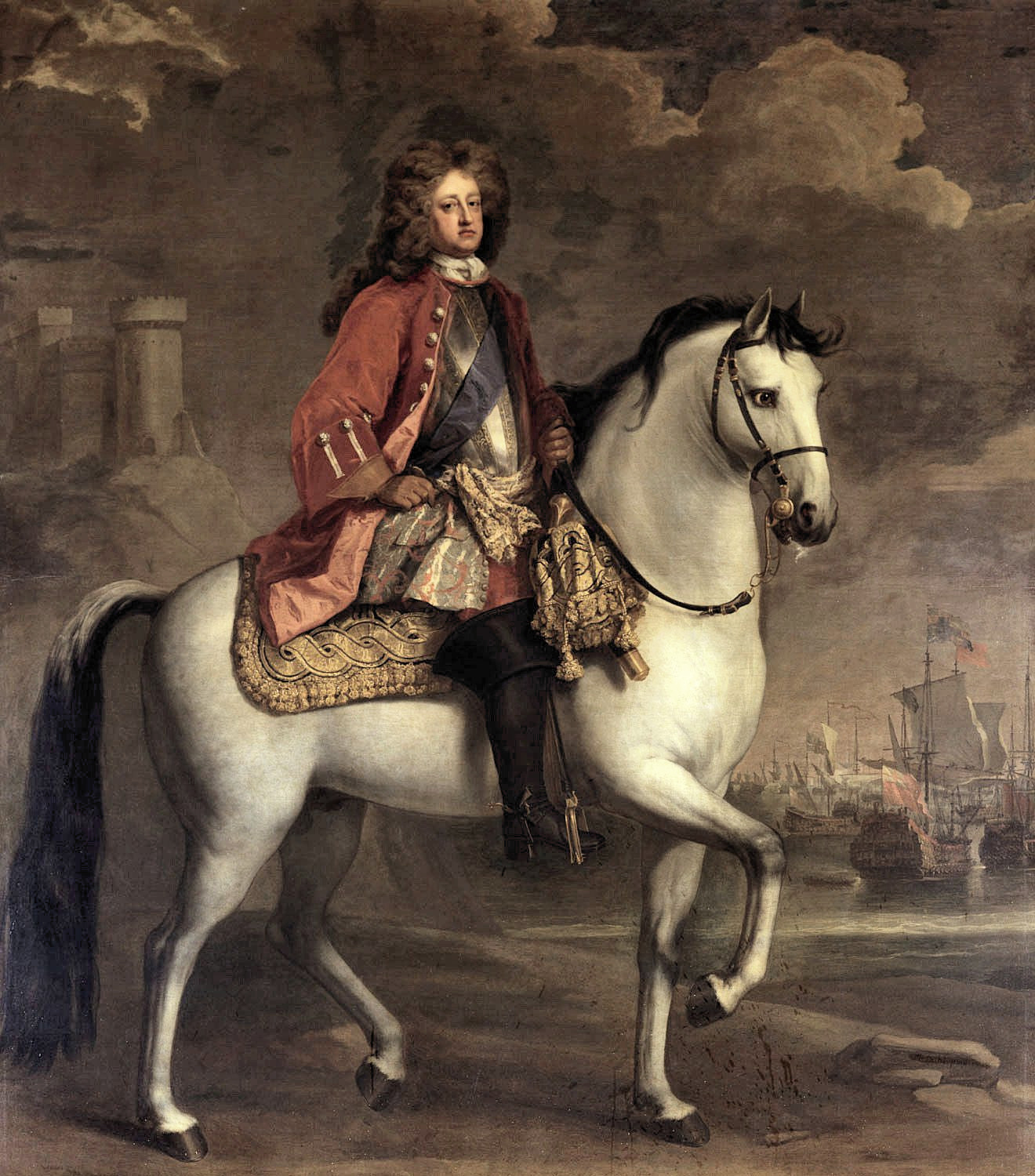
جورج على ظهور الخيل، رسمت بمايكل داهل، 1704

آن الحصول على بدل برلمانية مبلغ 000 100 جنيه استرليني سنوياً لجورج في حالة وفاتها. أسرعت مشروع قانون من خلال مجلس العموم بسهولة ولكن فقط ضيقاً أقره مجلس اللوردات. مارلبورو أيد مشروع القانون، ولكن كان من مجلس اللوردات ضد صهر في مارلبورو، تشارلز سبنسر، إيرل سندرلاند الثالث. مارلبورو يثني لها من طرح البرلمان لجعل «أحب غاليا زوجها حرم الملك».
عموما، خلال حكمها، آن وزوجها قضى فصل الشتاء في كينغستون وقصور سانت جيمس، والصيف في قلعة وندسور أو هامبتون كورت بالاس حيث كان الهواء أعذب. وكان جورج مصاب بالربو، والهواء النظيف في البلد كان أفضل بالنسبة له التنفس. وزاروا مدينة سومرست، في 1702، بناء على نصيحة من الأطباء لجورج،، ومرة أخرى في منتصف 1703. وزاروا أحياناً نيوماركت، سوفولك، مشاهدة سباق الخيل. في زيارة واحدة، اشترى آن حصان جورج، ليدز، مقابل مبلغ الساحقة من ألف جنيه.
في نهاية عام 1702، عرض «مشروع قانون المطابقة عرضية» إلى البرلمان. مشروع قانون يهدف إلى حرمان البروتستانت المنشقين من المناصب العامة بسد ثغرة في أعمال الاختبار، تشريعات تقيد المناصب العامة الكنيسة الأنجليكانية الموافقون. أن القانون الحالي يسمح المعتزلة اتخاذ مكتب إذا أخذوا الكنيسة الأنجليكانية بالتواصل مرة واحدة في سنة. أن كان صالح التدبير، واضطر جورج التصويت لصالح مشروع القانون في مجلس اللوردات، حتى ولو، يجري الاتحاد اللوثريين ممارسين، أنه كان الأعراف عرضية نفسه. كما أنه بصوته، ولكنه أبلغ معارضا لمشروع القانون، «قلبي فيد لك» [كذا]. مشروع القانون لم لا جمع قدر كاف من التأييد البرلماني وأسقطت في نهاية المطاف. السنة التالية، أعيد أحياء مشروع القانون، لكن أن حجب الدعم، خشية إعادة تطبيقها التظاهر متعمد تتسبب في مشاجرة بين الجماعات السياسية الرئيسية اثنين: حزب المحافظين (الذين أيدوا مشروع القانون) واليمينيون (الذين عارضوا ذلك). مرة أخرى فإنه فشل في ذلك. وأصبح جورج ابدأ عضو كنيسة إنجلترا التي كان يرأسها زوجته طوال عهد لها. أنه ظلت اللوثرية حتى بعد الانضمام لها، وكانت بلده مصلى الشخصي.
في السنوات الأولى من عهد آن، اليمينيون اكتسبت المزيد من القوة والنفوذ على حساب حزب المحافظين. بصفته ناظر الرب من موانئ سينك، عقد جورج النفوذ في الأحياء البرلمانية على الساحل الجنوبي لإنجلترا، الذي كان يستخدم لدعم المرشحين اليميني في الانتخابات العامة من 1705. في انتخاب تلك السنة رئيس لمجلس العموم، جورج، وآن يؤيد مرشح اليميني، جون سميث. جورج أوعز أمين سره جورج كلارك، الذي كان عضوا في البرلمان، بالتصويت لسميث، ولكن رفضت كلارك، بدلاً من ذلك دعم مرشح حزب المحافظين وليام بروملي. أقيل كلارك، وانتخب سميث.

## المرض والموت

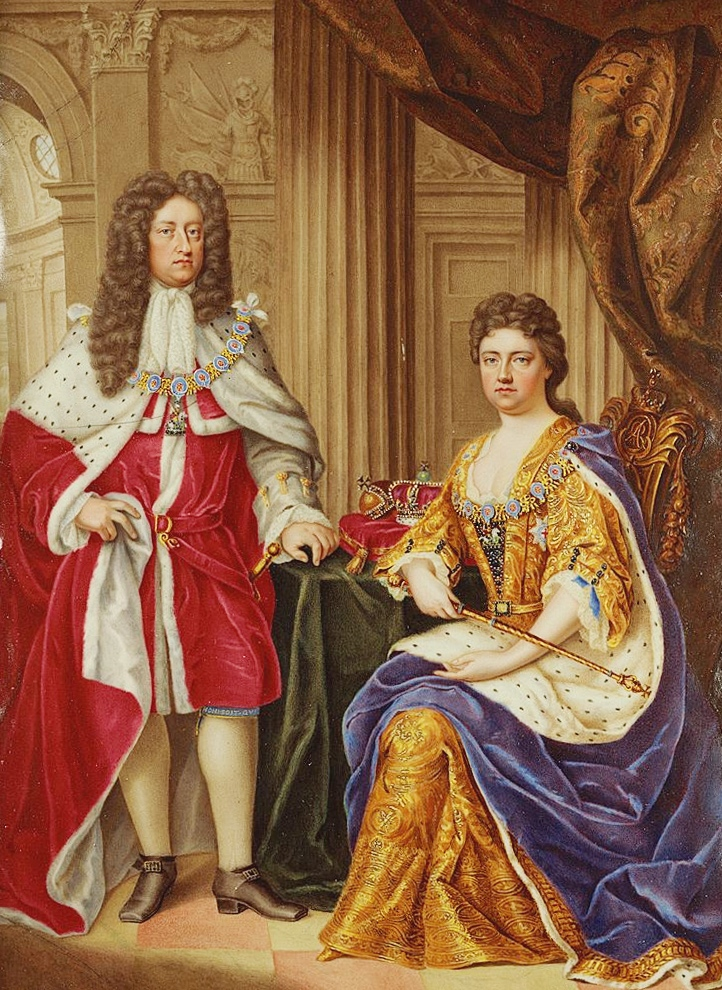
الملكة آن وجورج

وكان جورج في مارس وأبريل 1706، المصاب بأمراض خطيرة. كانت هناك دماء في ثيابه ب البلغم، ولكن يبدو أنه استرداد، على الرغم من أنه كان مريضا جداً لحضور خدمة الشكر في كاتدرائية سانت بول في يونيو لانتصار البريطانيين في معركة راميليس. أنه غاب عن آخر الشكر الخدمة في مايو 1707، للاحتفال بعيد الاتحاد من إنجلترا واسكتلندا، كما قال كان يتعافى في هامبتون كورت.
الكوارث البحرية سيلي من 1707، التي يقودها أسطول شوفيل كلوديسليي سيدي الرئيس قد تعثرت، سلط الضوء على سوء الإدارة في الاميرالية، كان جورج اسمياً مسؤولاً عنها. ازداد الضغط ليحل محل الأدميرال تشرشل مع شخص أكثر دينامية. قبل أكتوبر 1708، خمسة من السياسيين قوية، يعرف باسم جيونتو اليميني– مجلس اللوردات سومرز، هاليفاكس، اورفورد، وارتون وسندرلاند-كانوا يطالبون إزالة كل من الأمير جورج وتشرشل. مارلبورو كتب إلى أخيه يقول له بالاستقالة من منصبه، لكن تشرشل رفض، يحمي الأمير جورج.
وكان جورج وسط ضغوط سياسية، على فراش الموت، يعاني من الربو الحاد والاستسقاء. وتوفي الساعة 01:30 م في 28 أكتوبر 1708 في قصر كنسنغتون. وكانت الملكة المدمرة. وكتب جيمس بريدجس إلى كادوجون العامة، «الأصقاع وفاته الملكة إلى حزن لا توصف. تركت له ابدأ حتى أنه كان ميتا، ولكن استمرار تقبيل له في لحظة أنفاسه وخرج من جسده، و 'التوا بقدر كبير من الصعوبة التي سادت بلدي مارلبورو سيدة عليها تترك له.»  أن كتب لأخيها، فريدريك الرابع من الدانمرك، «فقدان مثل هذا الزوج الذي أحبني حتى غاليا وذا ولاء، هو سحق جداً بالنسبة لي أن تكون قادرة على تحمله كما ينبغي وأنا». أن كان محاولة يائسة للبقاء في كنسينغتون في لندن مع جثة زوجها، ولكن تحت ضغط من «دوقة مارلبورو»، غادرت كينغستون على مضض لقصر سانت جيمس. أن استياء إجراءات دوقة تدخلية، التي شملت إزالة صورة لجورج من بيدتشامبير الملكة وثم رفض إعادته في الاعتقاد بأن من الطبيعي «تجنب رؤية من أوراق أو أي شيء ينتمي إلى أحد أن أحد يحب عندما كانوا مجرد قتلى». آن والدوقة كانت قريبتة جداً، ولكن قد تصبح توترت علاقات الصداقة بينهما الخلافات السياسية. بأضرار مباشرة بعد وفاة جورج العلاقة بينهما كذلك. وقد دفن سراً في منتصف الليل في 13 نوفمبر في «كنيسة وستمنستر».